# Liste des noms français de toponymes italiens
Cette liste comprend la quasi-totalité des toponymes italiens qui existent sous une forme lexicalisée (exemple : Trieste, identique à l'écrit dans les deux langues mais qui donne Triestin) ou nettement francisée (exonymes), en Italie, en Suisse italienne et dans les zones où l'italien a eu une forte influence sur les toponymes (Suisse italienne, Carniole, Corse, Grèce insulaire et Chypre, Malte, Monténégro, Somalie notamment). Lorsque le nom francisé est d'usage courant, il constitue un lien avec le titre de l'article correspondant. Quand le nom est devenu désuet ou seulement historique, il ne constitue pas de lien.

## A
- les Abruzzes[1] (région) : Abruzzo
- Adige (fleuve) : forme identique en italien (cf. Haut-Adige )
- la mer Adriatique : mar Adriatico
- Agrigente[2] : Agrigento
- Albe la Longue, ville antique : Alba Longa
- Alexandrie[3] : Alessandria
- les Alpes : Alpi, subdivisées en Alpes occidentales (comprenant les Alpes maritimes, les Alpes ligures, les Alpes cottiennes, les Alpes grées), en Alpes centrales (Alpes pennines, Alpes lépontines, Alpes rhétiques) et Alpes orientales (Alpes noriques, Dolomites, Alpes carniques, Alpes juliennes, Caravanche et Carso, ces deux derniers noms en italien seulement).
- les Alpes apuanes : Alpi Apuane (dans l'Apennin, nonobstant le nom)
- Ancône[4] : Ancona
- Aoste[5] : Aosta
- l'Apennin[6] (souvent au pluriel comme dans département des Apennins) : Appennino ou Appennini
- l'Apulie : Puglia (nom qui s'applique davantage à la période antique et médiévale, désormais appelée Pouilles en français)
- Aquilée[7] : Aquileia
- Aquin : Aquino (le nom francisé se trouve surtout pour Thomas d'Aquin)
- l'Archipel toscan[8] : Arcipelago Toscano
- l'Argilète, ancienne rue de Rome : Argileto
- Assise[9] : Assisi

## B
- Bardonnèche : Bardonecchia[10]
- Barmes : Balme
- la Basilicate[11] (région) : Basilicata
- Bellin : Bellino (faisait partie des Escartons du Briançonnais)[10]
- Bellinzone (Suisse) : Bellinzona
- Bellune : Belluno[12]
- Bénévent[13] : Benevento
- Bergame[14] : Bergamo
- Bielle : Biella (notamment chef-lieu d'arrondissement du département de la Sézia en 1802)
- Bologne[15] : Bologna
- Bolzane : Bolzano
- Bourgon : Borgone Susa
- Brindes : Brindisi[16]
- Bruttium ou Brutium, ancien nom de la Calabre
- Bussolin : Bussoleno

## C
- la Calabre[17] (région) : Calabria
- la Campanie[18] (région) : Campania
- le Canavais : Canavese
- Candie, à la fois nom du chef-lieu (Héraklion) et de l'île de Crète dans son ensemble, alors sous domination ou influence vénitienne : Candia
- Cannes, ancienne ville d'Apulie : Canne della Battaglia (cf. bataille de Cannes)
- Cantoire : Cantoira
- la Capitanate (province) : Capitanata
- le Capitole[19] : Campidoglio (une des sept collines de Rome) :
  - l’Aventin, Aventino
  - le Cælius : Celio
  - l’Esquilin : Esquilino
  - le Palatin : Palatino
  - le Quirinal : Quirinale
  - le Viminal : Viminale.
- Capoue : Capua
- Carignan : Carignano
- Carniole, ancien nom de la Slovénie quand elle était autrichienne : Carniola
- Carême : Carema
- Carrare[20] : Carrara
- Casal : Casale Monferrato
- Caserte[21] : Caserta
- mont Cassin : Montecassino (cf. aussi abbaye du Mont-Cassin)
- Catane[22] : Catania
- Céphalonie : Cefalonia
- Cérisoles : Ceresole Reale ou Ceresole Alba
- le Cervin (montagne) : Cervino
- Césanne : Cesana Torinese[10]
- Césène : Cesena[23]
- Chalambert : Chialamberto
- Chanoux : Chianocco
- Châteaudauphin : Casteldelfino[10]
- Chaumont : Chiomonte[10]
- Chauselle : Chiusella
- La Chenal : Chianale[10]
- Chio, sans s, est la forme lexicalisée de l'italien Chio ou Scio (prononcé "cho") tandis que "Chios" en est la forme d'origine grecque.
- Coire (ville des Grisons) : Coira
- Côme[24] : Como
- Condoue : Condove
- Coni : Cuneo
- Corse : tous les toponymes corses sont écrits en langue italienne, langue officielle jusqu'en 1848, aux seules principales exceptions de L'Île-Rousse et de Saint-Florent et de formes partiellement lexicalisées comme Sartène.
- Cortone : Cortona
- Cory : Corio
- Couasse : Coazze
- Crémone[25] : Cremona
- Cresme ou Crème : Crema
- Crète : Creta
- Cumes[26], en latin Cumae, en italien Cuma

## D
- le département de la Doire, créé en 1802 : Dora
- la Doire Ripaire (rivière) : Dora Ripara
- la Doire Baltée (rivière) : Dora Baltea
- les Dolomites : Dolomiti

## E
- L'Écluse : Chiusa di San Michele
- l'île d'Elbe : Elba
- Élée, ancienne cité grecque en Campanie, ville natale de Zénon d'Élée : Elea-Velia
- l'Émilie (province historique) : Emilia
- Émilie-Romagne (région) : Emilia-Romagna
- Éridan, ancien nom du Pô, premier nom du département du Pô
- Esparon : Sparone
- Este : Este
- l'Étrurie (province historique) : Etruria

## F
- Famagouste : Famagosta
- Fayet : Faeto
- Ferrare[27] : Ferrara
- Florence : Firenze
- Fornoue : Fornovo di Taro
- Frassinet : Frassinetto
- le Frioul[28] (province historique) : Friuli
- le Frioul-Vénétie Julienne[28] (région) : Friuli-Venezia Giulia

## G
- Gaète[29] : Gaeta
- lac de Garde : lago di Garda
- Gênes : Genova
- golfe de Sainte-Euphémie
- Goritz : Gorizia. Goritz est un nom allemand (endonyme), utilisé en français jusque vers 1918. Cette ville est désormais partagée par la frontière italo-slovène, et une référence à « Goritz » peut également renvoyer à la ville slovène de Nova Gorica.
- le Grand Paradis : Gran Paradiso
- Gravière : Gravere
- Groscaval : Groscavallo

## H
- le Haut-Adige : Alto Adige (en allemand Südtirol)

## I
- îles Borromées : Isole Borromee
- îles Égades ou îles Égates : Isole Egadi
- îles Éoliennes[30] : Isole Eolie
- île d'Ortygie[31] : Ortigia (à Syracuse)
- îles Pontines : Isole Ponziane ou Pontine
- la mer Ionienne : mar Ionio
- l'Insubrie : Insubria
- Ivrée[32] : Ivrea (préfecture française du département de la Doire)

## J
- Jaillons : Giaglione
- Janicule : Gianicolo (à Rome)
- Javein : Giaveno

## L
- Labour (Terre de) : Lavoro (Terra di)
- lac de Côme : lago di Como
- lac Majeur : lago Maggiore
- lac Trasimène : lago Trasimeno
- Lans-l'Hermitage : Lanzo Torinese
- le Latium[33] (région) : Lazio
- Lépante : Lepanto, lieu de la bataille de Lépante
- la mer Ligure : mar Ligure (formes identiques mais lexicalisée en français)
- la Ligurie (région) : Liguria
- Livourne : Livorno
- la Lombardie (région) : Lombardia
- Lorette : Loreto
- la Lucanie, ancien nom de la Basilicate : Lucania
- Lucques[34] : Lucca

## M
- Malte : Malta[35]
- Mantoue[36] : Mantova
- les Marches (région) : le Marche
- la Maremme[33] : la Maremma
- Marignan : Melegnano (anciennement Marignano)
- Méans : Meana di Susa
- Mesnil : Mezzenile
- la Messapie (région historique) : la Messapia
- Messine[37] : Messina et détroit de Messine
- le Métaure : il Metauro
- Milan : Milano
- Modène[38] : Modena
- Mogadiscio : Mogadiscio (prononcé en français comme en italien, « Mogadicho »)
- le Molise (région) : Molise (forme identique mais lexicalisée en français)
- Moncallier, Moncalier, Montcalier, Montcallier, Montiscalier : Moncalieri
- le mont Blanc : il Monte Bianco
- le mont Cassin : il Monte Cassino
- Montcenis : Moncenisio
- le Monténégro : Montenegro
- le Montferrat[39] : Monferrato
- Montpantier : Mompantero
- Moutiers : Monastero di Lanzo

## N
- Naples : Napoli
- les monts Nébrodes : Nebrodi
- Novalaise : Novalesa
- Novare[40] : Novara

## O
- l'Ombrie[41] (région) : Umbria
- Oneille : Oneglia (ancienne commune, actuellement fusionnée avec Imperia)
- Ortygie : ilot de Syracuse
- Ostie[42] : Ostia
- Otrante[43] : Otranto et le canal d'Otrante
- Oulx : Ulzio (faisait partie des Escartons du Briançonnais. Le terme italien a été forgé dans le cadre de la politique d'italianisation du régime fasciste et n'est plus utilisé depuis sa chute)

## P
- Padoue[44] : Padova
- Palerme : Palermo
- Pavie[45] : Pavia
- Parme[46] : Parma
- Pausilippe : Posillipo, colline de Naples
- Pérouse[47] : Perugia
- Pessinet : Pessinetto
- le Piémont (région) : Piemonte
- Pignerol[48] : Pinerolo
- Pise[49] : Pisa
- Pistoie : Pistoia.
- Pô : Po, également département français du Pô en 1802
- Pompéi : Pompei
- Pont-en-Canavais : Pont-Canavese
- les marais Pontins : Agro pontino
- les Pouilles (région) : Puglia
- Pouzzoles[50] : Pozzuoli
- Pragela : Pragelato[10]
- Putéoles est le nom antique de Pouzzoles (Puteoli en latin)

## Q
- Quérasque : Cherasco
- Quiers : Chieri

## R
- Raguse[51] : Ragusa, nom italien ancien de la ville croate de Dubrovnik, également chef-lieu de province en Sicile.
- Ravenne[52] : Ravenna
- Rebec : Robecco sul Naviglio
- Ribardon : Ribordone
- Reggio d'Émilie : Reggio Emilia (nom en partie lexicalisé)
- Reggio de Calabre[53] : Reggio di Calabria (nom en partie lexicalisé)
- Rochemelon : Rocciamelone
- la Romagne (province historique) : Romagna
- Rome : Roma
- Ronc : Ronco Canavese
- Roquebrune : Roccabruna
- Rubiane : Rubiana
- le Rubicon : Rubicone

## S
- Saint-Ambroise : Sant'Ambrogio di Torino
- Saint-Antonin : Sant'Antonino di Susa
- Saint-Didier : San Didero
- Saint-Germain : Germagnano
- Saint-Joire : San Giorio di Susa
- Saint-Marin (État) : San Marino
- Salerne[54] : Salerno
- Saluces[55] : Saluzzo
- la Sardaigne (île et région) : Sardegna
- Sarzane : Sarzana (chef-lieu d'arrondissement du département des Apennins).
- Sauze d'Oulx : Salice d'Ulzio (Le terme italien a été forgé dans le cadre de la politique d'italianisation du régime fasciste et n'est plus utilisé depuis sa chute)
- Savillan : Savigliano
- Savone[56] : Savona
- Sézia (rivière et département français)[57] : Sesia (cf. aussi Sesia (département))
- Sestrières[58] : Sestriere
- la Sicile (île et région) : Sicilia
- Sienne[59] : Siena
- Solférino : Solferino
- Sommerive : Sommeriva del Bosco
- Sorrente[60] : Sorrento
- Spolète[61] : Spoleto
- le département de la Stura (créé en 1802) : Stura
- Suse[62] : Susa (faisait partie des Escartons du Briançonnais) - également val de Suse et pas de Suse
- Syracuse[31] : Siracusa

## T
- Taormine : Taormina[63]
- Tarente[64] : Taranto et le golfe de Tarente
- le Tessin (rivière et canton suisse) : Ticino
- la terre de Labour : Terra di Lavoro
- le Tibre[65] : Tevere
- la Toscane (région) : Toscana
- Tortone : Tortona
- Tour de Pellis (la) : Torre Pellice
- Traverselle : Traversella
- Travey : Traves
- Trente[66] : Trento
- le Trentin (province) : Trentino
- le Trentin-Haut-Adige (région) : Trentino-Alto Adige
- Trévise[67] : Treviso
- Trieste (identique mais lexicalisé, d'où Triestin)
- Turin[68] : Torino
- la mer Tyrrhénienne : mar Tirreno

## U
- Urbin : Urbino[69]
- Ussel : Usseglio

## V
- Val Chauselle : Valchiusella
- Valjoie : Valgioie
- la Vallée d'Aoste, le Val d'Aoste (région) : la Valle d'Aosta
- Valpré : Valprato Soana
- la Valteline : la Valtelina
- Varèse[70] : Varese
- le Vatican : il Vaticano
- Vaye : Vaie
- Veillane : Avigliana
- Vénaux : Venaus
- la Vénétie (région) : il Veneto
- la Vénétie julienne : Venezia Giulia
- Venise : Venezia
- Verceil[71] : Vercelli
- Vérone[72] : Verona
- Vésuve : Vesuvio (volcan)
- Vicence[73] : Vicenza
- Vieu : Viù
- Villar-Fouchard : Villar Focchiardo
- Vintimille[74] : Ventimiglia
- Viterbe[75] : Viterbo

## Z
- Zante : Zante